# Hymenostomum densirete
Hymenostomum densirete är en bladmossart som beskrevs av Thériot 1936. Hymenostomum densirete ingår i släktet Hymenostomum och familjen Pottiaceae. Inga underarter finns listade i Catalogue of Life.